# Classe Lampo (motocannoniera)
La classe Lampo della Marina Militare è stata formata da unità litoranee d'attacco veloci (altresì dette motocannoniere convertibili). Costruita tra la fine degli anni cinquanta e l'inizio degli anni sessanta, deriva nelle caratteristiche generali dalla motocannoniera MC 490, realizzata come protitipo dai Cantieri dell'Adriatico di Monfalcone, ma, rispetto al prototipo, con notevoli innovazioni di avanguardia per quanto riguarda l'armamento e l'apparato di propulsione. La classe era costituita da due unità, Lampo e Baleno costruite tra il 1958 ed il 1965.

## Costruzione
Ideate come motocannoniere veloci con armamento convertibile, le unità vennero realizzate negli stabilimenti dell'Arsenale Militare di Taranto. Le unità previste inizialmente erano quattro, ma per due di esse la costruzione nel 1964 venne annullata con lo sviluppo del progetto delle unità della Classe Freccia.

## Propulsione
L'apparato motore di queste motocannoniere, su tre assi, comprendeva una turbina a gas e due motori diesel in configurazione CODAG, con eliche a pale orientabili e fu il primo esempio di utilizzo di turbina a gas, con i due motori diesel Fiat, aggiornati con Mercedes-Benz, uno per ogni linea d'asse laterale, che sviluppavano ciascuno una potenza massima di 3300 hp e la turbina a gas che sviluppava 4500 CV di potenza.
Le unità con i soli motori diesel potevano raggiungere una velocità massima di 28 nodi, mentre con i due motori diesel e la turbina a gas, nello specifico una Metrovick Reggiane che agiva sull'asse centrale con elica a pale fisse, la velocità massima poteva raggiungere 39 nodi.
L'adozione di un apparato motore di tipo CODAG, sperimentata per la prima volta su queste unità, in conseguenza dei buoni risultati ottenuti spinse la Marina Militare a cogliere l'occasione per sperimentare la stessa soluzione per la trasformazione in nave scuola del cacciatorpediniere San Giorgio, che destinato ad effettuare lunghe crociere addestrative, avrebbe avuto possibilità di effettuare un lungo ed accurato collaudo di questo tipo di propulsione per verificare se tale tipo di propulsione potuto costituire la soluzione ottimale da adottare per le nuove unità, la cui costruzione era prevista per il decennio successivo.

## Radar
Le unità sono state inizialmente dotate di radar di navigazione e di scoperta di superficie S.M.A. 3N10 sostituito dal radar AN/SP-21  e a partire dagli anni settanta dal radar 3ST-7/250.

## Armamento
L'armamento poteva includere cannoni da 40/70 mm e/o tubi lanciasiluri da 533 mm per siluri tipo Baciacchi in diverse configurazioni, che potevano essere modificate, passando da una configurazione all'altra, con poche ore di preavviso in relazione al tipo di missione che poteva essere affidato a queste unità:
Motocannoniera
- 3 cannoni singoli da 40/70 mm
- 2 cannoni singoli da 40/70 mm; 1 lanciarazzi da 105 mm

Motosilurante
- 1 cannone singolo da 40/70 mm; 4 tubi lanciasiluri

Posamine
- 1 cannone singolo da 40/70 mm; ferroguide per 8 mine di profondità

## Storia
Le unità della classe portano i nomi di due dei quattro cacciatorpediniere della Regia Marina della classe Folgore, realizzate negli anni trenta ed andate perdute nel corso del secondo conflitto mondiale.

## Unità della Classe Lampo della Marina Militare
| Marina Militare - Classe Lampo | Marina Militare - Classe Lampo | Marina Militare - Classe Lampo | Marina Militare - Classe Lampo | Marina Militare - Classe Lampo | Marina Militare - Classe Lampo | Marina Militare - Classe Lampo |
| Matricola                      | Nome                           | Cantiere                       | Impostazione                   | Varo                           | Entrata in servizio            | Radiazione                     |
| ------------------------------ | ------------------------------ | ------------------------------ | ------------------------------ | ------------------------------ | ------------------------------ | ------------------------------ |
| MC 491 / P 491                 | Lampo                          | Arsenale MM - Taranto          | 4 maggio 1958                  | 22 novembre 1960               | 27 aprile 1963                 | 15 aprile 1985                 |
| MC 492 / P 492                 | Baleno                         | Arsenale MM - Taranto          | 22 novembre 1960               | 10 giugno 1964                 | 16 luglio 1965                 | 31 maggio 1985                 |

## Servizio
Le due unità sono state inquadrate nella sezione motocannoniere della III Divisione Navale di base a Brindisi, rimanendo in servizio fino a metà degli anni ottanta, quando si imposero definitivamente nuovi e più efficaci sistemi d'arma, quali il missile e il cannone a tiro rapido e le motocannoniere vennero sostituite dagli aliscafi della classe Sparviero.

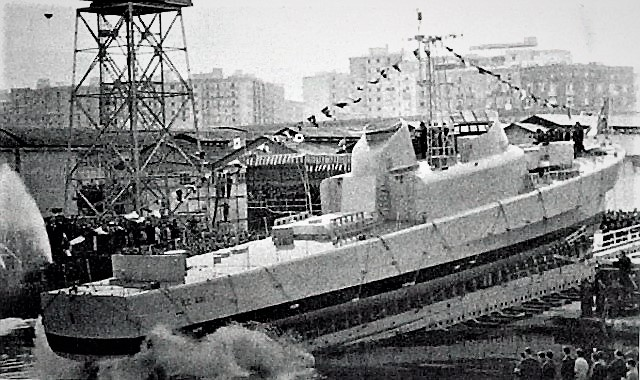
il varo della MC 491

### Lampo
La prima unità impostata il 4 maggio 1958  come MC 491, venne varata il 22 novembre 1960, entrando in servizio il 27 aprile del 1963. Venne poi denominata Lampo il 1º settembre 1965 con il distintivo ottico 491, tipico delle unità da pattugliamento e venne radiata il 15 aprile 1985.

### Baleno
La seconda unità venne impostata sugli scali come MC 492 lo stesso giorno in cui venne varata la prima unità. Le fasi della sua costruzione furono rallentate in attesa delle prove in mare del prototipo, in modo da permettere l'esecuzione di eventuali modifiche durante la fase di costruzione sullo scalo, la più vistosa delle quali fu la modifica della forma della carenatura del fumaiolo. L'unità, varata il 10 giugno 1964 ed entrata in servizio il 16 luglio 1965, venne ribattezzata Baleno con la matricola 492, tipico delle unità da pattugliamento, il 1º settembre 1965 ed è stata radiata il 31 maggio 1985.